# HIV/AIDS의 병태생리학
HIV는 일반적으로 무방비한 성관계, 수혈, 피하주사 바늘 또는 산모부터 아기에게로 전파된다. HIV에 감염되면 바이러스는 거의 모든 후천 면역 반응에 관여하는 보조 T세포 안에서 증식하고  결국에는 이 세포를 파괴한다. 독감과 비슷한 질병의 초기 단계가 있고, 그 후에 무증상 단계인 잠복기가 있다. CD4 림프구 수가 1ml 혈액 당 200개 미만으로 줄어들 때, HIV 감염자는 세포 매개 면역이 결핍된 상태인 AIDS로 진행되고, 결과적으로 기회감염이나 특정 암에 대해 취약해진다.

## 면역반응
바이러스가 체내로 들어온 후 빠르게 증식하는데, 이로 인해 말초혈액에 바이러스가 많이 생긴다. 1차 감염 시, HIV 수는 혈액 1ml 당 수백만 입자에 다다른다.
이런 반응은 혈액을 순환하는 CD4+ T세포 수의 급격한 감소를 수반한다. 급성 바이러스 혈증은 HIV 감염세포를 파괴하는 CD8+ T세포의 활성화와, 그 후에 일어나는 항체 생산이나 혈청 변환과 관련되어 있다. 바이러스 수가 정점에 도달한 후 감소할 때, CD4+ T세포는 다시 증가하는데, 이 때 CD8+ T세포는 바이러스 수준을 조절하는데 중요하다. CD8+ T세포는 바이러스를 제거하지는 않지만, CD8+ T세포 반응이 잘 일어나면 질병의 진전을 늦출 수 있고, 더 나은 예후가 나타난다.
급성 감염 동안, HIV에 의해 세포가 용해되고 세포 독성 T 세포에 의해 감염된 세포가 파괴되어 CD4+ T세포가 부족해진다. 세포 사멸이 CD4+ T세포 결핍의 요인으로 작용하기도 한다. 만성 감염 동안, 새로운 T세포를 생성하는 면역 시스템 기능이 점진적으로 떨어지고 면역계가 활성화되어 CD4+ T세포 수 가 천천히 감소한다.
AIDS의 특성인 면역 결핍 증상은 감염 후 몇 년 동안 나타나지 않지만, 감염 후 첫 주 동안 많은 CD4+ T세포가 감소한다. 특히, 대다수의 림프구가 존재하는 장 점막에서 CD4+ T세포가 많이 손실되는데, 이는 혈액에 존재하는 소수의 CD4+ T세포가 CCR5 수용체를 발현하는 것과 달리 점막의 CD4+ T세포는 대다수가 이 수용체를 발현하기 때문이다.
HIV는 급성 감염동안 CCR5를 발현하는 CD4+ T세포를 파괴한다. 면역 반응이 활발히 일어나서 결국에는 감염을 통제하고 임상적 잠복기를 개시한다. 그러나 점막 조직에 있는 CD4+ T세포는 초기에 생명을 위협하는 감염을 막기는 하나, 감염 내내 결핍되어 있다.
지속적인 HIV 복제는 만성 감염 내내 일반적인 면역 활성 상태를 야기한다. 면역 세포의 활성이 증가하고 염증성 사이토카인이 방출되는데, 이러한 면역계의 활성화는 HIV 유전 물질과 HIV 복제에 따른 면역 반응 때문에 일어난다. 또 다른 이유로, 급성 감염 시기동안 점막의 CD4+ T세포 결핍으로 인해 점막 장벽의 면역 감시 시스템이 붕괴되는 것을 들 수 있다. 장 점막이 파괴되어 장내 세균총의 미생물에 의해 생성된 대사물질이 혈액으로 들어가 순환하며 전신적으로 면역계를 활성화한다.
한편, 혈액에서 HIV에 의해 감염된 CD4+ T세포가 0.1% 미만이라는 점은 CD4+ T 세포 결핍이 오직 HIV에 의한 파괴뿐만이 아니라는 것을 보여준다. HIV에 감염되면, T세포 표면에서 발현되는 보조 자극 분자가 변하여 세포 사멸에 더욱 취약해진다. 원래 흉선에서 손실된 T세포를 대체하기 위해 새로운 T세포를 지속적으로 생성하지만, HIV에 흉선 세포가 감염되어 흉선의 이러한 재생 기능이 서서히 저하된다. 결과적으로, 면역 반응을 유지하기 위한 CD4+ T세포가 감소함에 따라 AIDS로 발전한다.

## CD4 T 세포 사멸과 면역반응
최근 연구는 체내에서 HIV 감염 동안 조직에서 분자적, 세포적 기전을 알아보기 위해 사람의 편도 또는 비장 조직으로 만든 인간 림프구 응집체 배양(HLAC) 시스템을 이용하였다. 이런 연구들은 HIV의 불완전 감염으로 인해 CD4 T세포의 95% 이상이 파괴된다는 것을 알아내었다. 이렇게 파괴된 세포들은 휴지 상태에 있으므로, HIV 복제를 저해한다. 따라서, 전체적인 바이러스 복제는 활성화된 CD4 T세포의 5%에 국한되고, 이러한 세포들은 세포사멸에 의해 파괴된다. 불완전한 HIV 감염은 세포질 내 DNA의 축적울 촉진하는 역전사가 천천히 일어나기 때문에 나타난다. 이 바이러스 DNA는 감마-인터페론 유도 단백질 16(IFI16)에 의해 인식되는데, 이 단백질은 IFI16 염증소체(inflammasomes) 안에 케스페이즈 1(caspase 1)을 활성화시키고 염증성 세포사멸 기전 중 하나인 파이롭토시스(pyroptosis)를 유도함으로써 바이러스에 대항하는 선천성 면역 반응을 이끌어낸다. 이러한 연구들은 HIV 감염으로 인해 일어나는 CD4 T 세포 사멸을 다른 관점에서 바라보았다. 즉, 바이러스가 주요한 역할을 하는 대신, 불완전 감염 동안 바이러스 DNA에 대한 숙주의 면역 반응이 CD4 T 세포 사멸을 일으킨다고 생각하였다. 더 나아가, CD4 T 세포 사멸과 파이롭토시스 동안 일어나는 염증성 반응을 막는데 이용할 수 있는 새로운 약물의 표적을 발굴하고 있다.

## 영향받는 세포들
어떤 경로를 통해 체내로 들어가든지 간에, 바이러스는 다음과 같은 세포들에 주로 작용한다:
- 림프세망계(lymphoreticular system)
  - CD4+ 도움 T세포 (주요 표적 세포)
  - 대식세포
  - 단핵구
- 특정한 내피세포
- 중추신경계
  - 신경계의 미세아교세포
  - 성상교세포
  - 희돌기교세포
  - 신경세포 – 사이토카인과 gp-120에 의해 간접적인 영향 받는 세포

## 영향
바이러스는 감염된 세포에서 세포변성효과를 나타내지만, 이러한 영향은 HIV 발병기전에 직접적으로 기여하지는 않는다. 중요한 것은 바이러스가 감염된 세포에서 긴 잠복기를 갖는다는 점이다.
- CD4 T세포 결핍과 만성적인 염증은 HIV 발병과 AIDS로의 발전을 야기한다.[25]
- 중추신경계의 감염은 급성 무균성 수막염, 아급성 뇌염, 공포척수병증, 말초신경병증을 유발한다. 이후, 에이즈치매증후군까지 일으킬 수 있다.[26]
- CD4와 gp120 사이의 상호작용은 거대세포바이러스, 간염바이러스, 단순포진바이러스가 세포에 침투하여 증식하는데도 관여하므로, 이러한 바이러스들은 세포 손상을 더욱 악화시킨다.[27]

## 같이 보기
- HIV의 유전체와 구조
- 인간면역결핍 바이러스